# Kirihata-ji (Awa)
Le Kirihata-ji (切幡寺) est un temple de la secte Kōya-san du bouddhisme Shingon situé dans la ville d'Awa, préfecture de Tokushima au Japon. 

## Présentation
Le temple est le dixième des 88 temples du pèlerinage de Shikoku.  
L'image principale de vénération est celle de Senjū Kannon. Le temple aurait été fondé par Kōbō Daishi, qui en a sculpté l'image,,. Le Daitō de 1618 à un étage et cinq baies est classé bien culturel important du Japon. En 2015, le Kirihata-ji est désigné Japan Heritage avec les 87 autres temples du pèlerinage de Shikoku.  

## Galerie

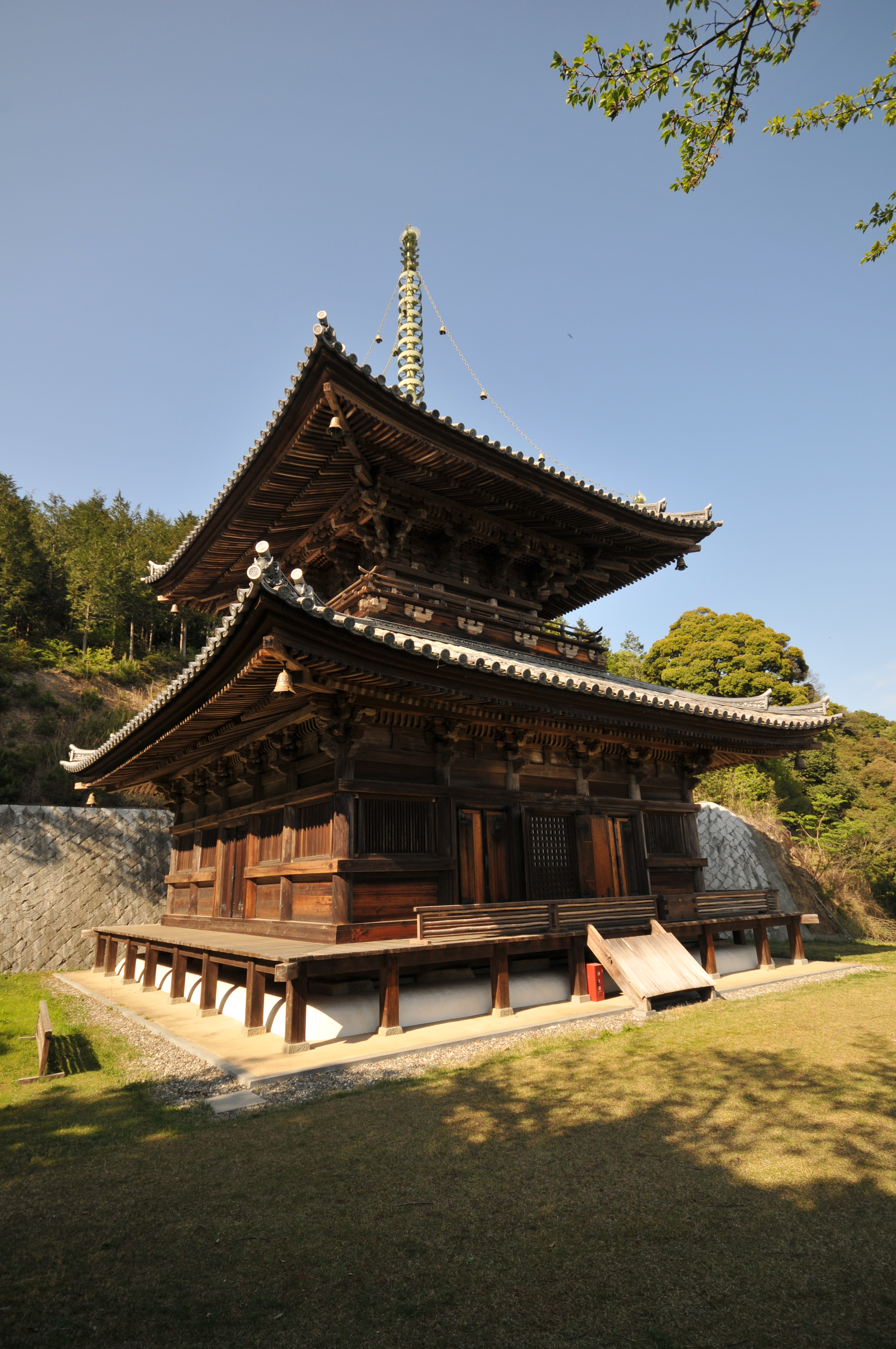
TempleDaitō, Kirihata-ji (Awa), Tokushima, Japon.
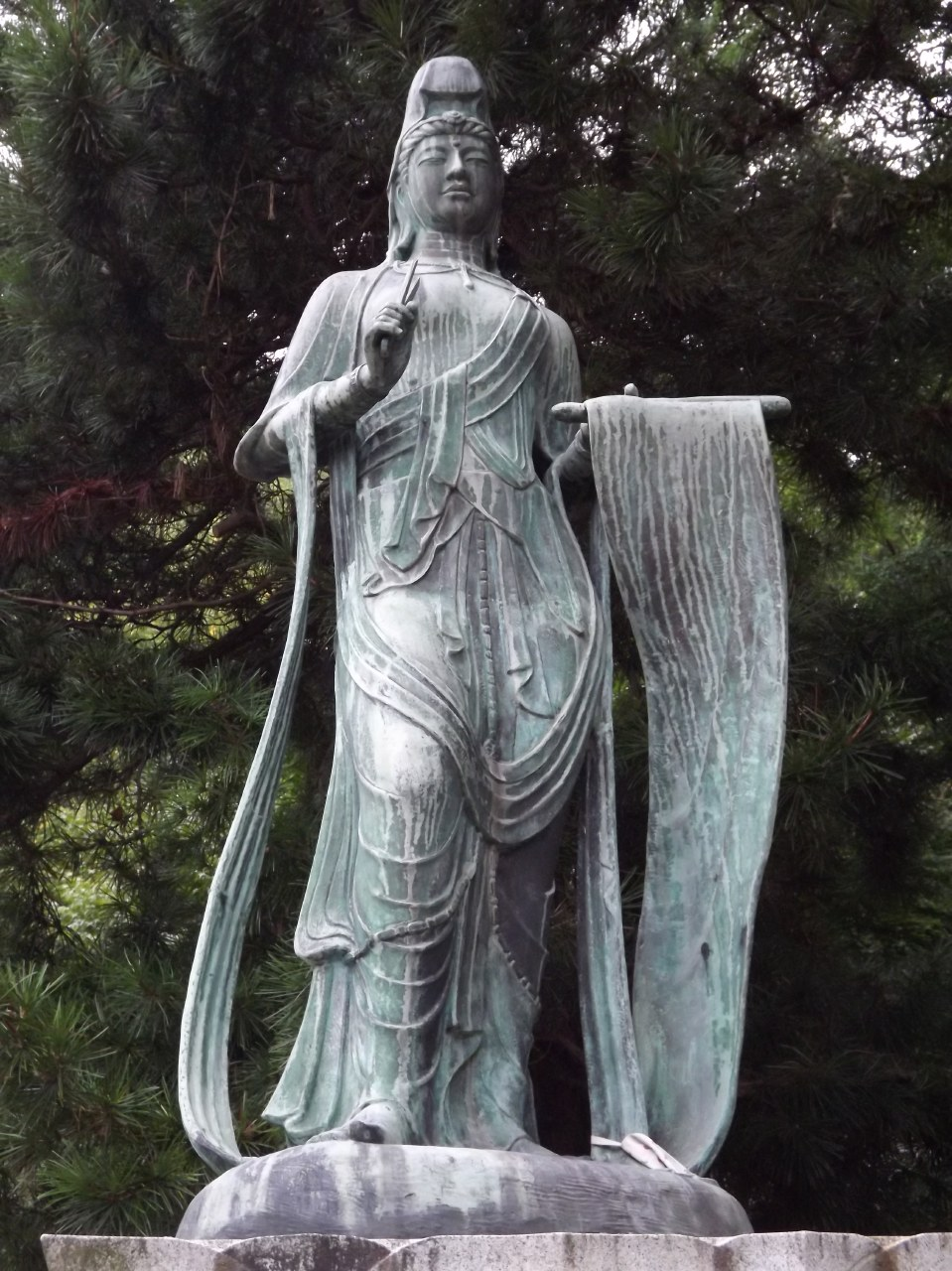
Guanyin.
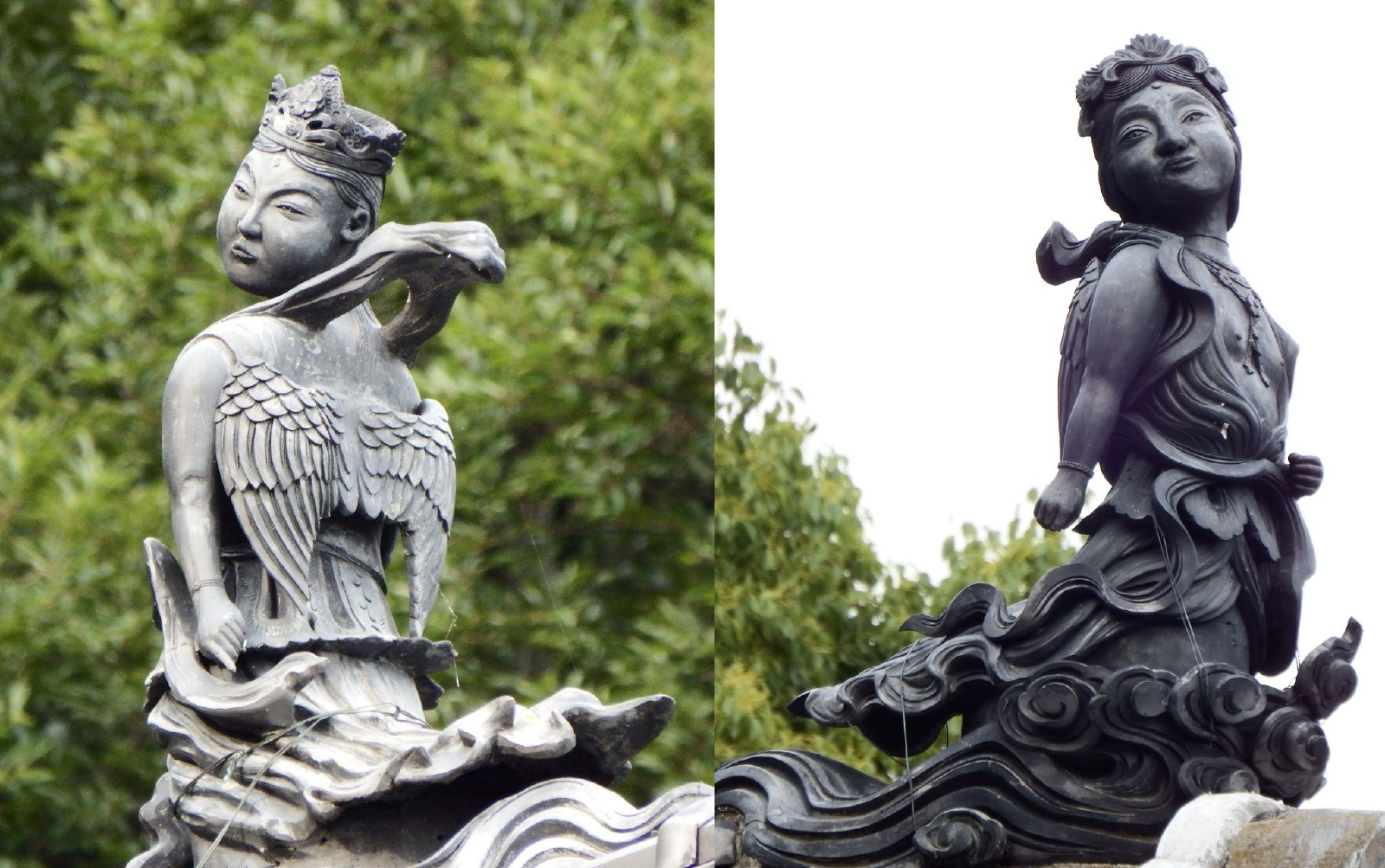
kalaviṅka.